# لويس تيخادا
لويس كارلوس تيخادا هانسيل (بالإسبانية: Luis Tejada)‏ (مواليد 28 مارس 1982 في بنما) لاعب كرة قدم بنمي دولي يجيد اللعب في خط الهجوم . لعب لصالح نادي خوان أوريتش البيروفي منذ 2010.

## روابط خارجية
- لويس تيخادا على موقع الاتحاد الدولي (مؤرشف)  (الإنجليزية)
- لويس تيخادا على موقع الدوري الأمريكي (الإنجليزية)
- لويس تيخادا على موقع إي إس بي إن إف سي (الإنجليزية)
- لويس تيخادا على موقع قاعدة بيانات كرة القدم.إي يو (الإنجليزية)
- لويس تيخادا على موقع بيانات كرة القدم. دي إي (الألمانية)
- لويس تيخادا على موقع ناشيونال فوتبول تيمز (الإنجليزية)
- لويس تيخادا على موقع Soccerbase.com (لاعب) (الإنجليزية)
- لويس تيخادا على موقع Soccerway.com (الإنجليزية)
- لويس تيخادا على موقع عالم كرة القدم.نت (الإنجليزية)
- لويس تيخادا على موقع كووورة